# أخلاق العرب قبل الإسلام
تباينت الأخلاق عند العرب تبايناً كبيراً، مثلهم في ذلك مثل باقي شعوب الأرض فكما فيهم رذائل أخلاق تنكرها الفطرة السليمة، تحلوا أيضا بسجايا وشمائل طيبة. وكان الكرم من أهم صفات العرب في الجاهلية والذي حرص العربي على التحلي به

## الكرم
كان من أهم الصفات التي حرص الإنسان العربي قديما على التحلي والتفاخر بها، وذم البخل وعير صاحبه، وكان لبيئتهم وظروفهم أثرا بالغا في تدعيم هذه الصفة عندهم، ففي كثير من الأحيان قد يجد العربي نفسه في اثناء سفره وترحاله وحيداً في وسط صحراوي جدب وصحراء قاحلة لا ماء ولا طعام وليس له إلا السماء والارض عندئذ لا يكون أمامه مفر سوى النزول ضيفا على أهل الخيام المتناثرة، وهنا يكون استقبال الضيف باحسنه واكرامه مسألة عربي كريم، وكان التقاعس عن القيام بواجب الضيافة يعنى تعريض حياة الضيف لخطر الموت جوعا وعطشا، ولذلك فقد أصبح إكرام الضيف والقيام بحقه واجبا من واجبات الجاهلية، وكانت مدة الضيافة ثلاثة أيام، وبعدها ينتهى حق الضيف إلا إذا جدد المضيف هذا الحق
وكان من أشهر أجواد العرب حاتم الطائى الذي كان يضرب به المثل في الكرم والجود من صغره حتي يقال أنه خرج يوما يراعي أبله وغنمه، مر به بعض الشعراء مثل النابغة الذبيانى وغيره، فأكرمهم وأحسن ضيافتهم، وقبل انصرافهم فرق عليهم غنمه وابله، فلما علم ابوه بذلك غضب عليه وقال: إذن لا أساكنك بعدها آبداً ولا آويك؟ فقال: لا أبالي. ومما يذكر له أيضا أنه إذا أهل شهر رجب نحر كل يوم بعضا من ابله، وأطعم الناس، وكان إذا اشتد البرد أوقد ناراً حتى يهتدى بها الضال والمسافر والغريب فيجدون عنده المأوى والطعام وفي ذلك يقول لعبده:
```
أوقد فإن الليل ليل قُر... والريح يا واقدُ ريح صرُ
```

عسى يرى نارك من يمر... إن جاءنا ضيفُ فأنت حُر
وكانت في داره قدور كبيرة الحجم لا تنزل عن الآثافى والنار أبدًا، لكثرة ضيوفه والمترددين عليه، وحكى عنه أيضا أنه اجتاز يوما في سفره على جماعة، وفيهم أسير فاستغاث به فاشتراه منهم، وقام مقامه في القيد والأغلال حتى أدي ما عليه من ثمن الأسير 
وكان من كرم العرب أيضا أنهم كانوا يتحملون الديات العظيمة، يدفعونها من اموالهم عن طيب خاطر حقنا للدماء، وإيثاراً للسلامة، وتخفيفاً عن ذوى العسرة من أبناء قبائلهم، وكانوا يتنافسون في ذلك ويعتبرونه من دلائل الشرف، وعلامات السيادة، وقد عبر عن ذلك الأخنس بن شريق فقال «تنازعنا نحن وبنو مناف الشرف أطعموا الطعام فأطعمنا، وحملوا الديات فحملنا، وأعطوا فأعطينا فكنا كفرسي رهان»
وكان من نتائج كرمهم أنهم امتدحوا شرب الخمر، ولعب الميسر لأنهما كانا من سبل الكرم، فالخمر كانت تسهل على النفس الإنفاق والجود ولهذا أطلقوا علي العنب اسم الكرم، وأطلقوا على الخمر بنت الكرم، أما الميسر فكانوا غالبا يخصصون أرباحه لإطعام الفقراء والمساكين، ذلك لم ينكر القرآن نفعهما  فقال: «وأثمها أكبر من نفعهما». ولكن سرعان ما حرمهما مطلقا، فقال: «يا أيها الذين امنوا إنما الخمر والميسر والأنصاب والأزلام رجس من عمل الشيطان فاجتنبوه لعلكم تفلحون»

## الوفاء بالعهد
كان يهون في نظر العربي كل نفيس وغالي للحفاظ على عهده، واحترام وعده، ولم تكن الاتفاقيات والأحلاف والتجارات والأمانات موثقة أو مكتوبة، وإنما كانوا يعتمدون على الكلمة أو العهد الذي اكتسب قوة ونفاذاً مع حرص العرب على الوفاء به، خاصة وأن نقضه كان يعرض القبائل والأفراد للمعرة والمنقصة، وقد تعددت صور ونماذج وفاء العرب بعهودهم إلى حد يثير الإعجاب. 
ومن ذلك ما حدث مع هانئ بن مسعود الشيباني الذي صمد أمام الإمبراطورية الفارسية ولم يأبه لكسرى ولا تهديداته حفاظاً على وعده الذي قطعه على نفسه بحماية أهل النعمان بن المنذر وأمانته
كما ضرب السمؤال بن عاديا مثلاً أخر في الوفاء بالعهد، فيقال «أوفى من السمؤال» وذلك عندما أودع امرؤ القيس عنده دروعاً وسلاحًا، وذهب إلى قيصر يستجد به على أعدائه، واستغل هذه الفرصة الحارث بن شمر الغساني فطلبها من السمؤال وآصر على انتزاعها منه، ولكنه أبى وتحصن بقصره في تيماء، وكان ابنه خارج القصر، فأخذه الحارث الغسانى رهينة عنده، وأخذ يساومه، وهدده بقتل ابنه إن لم يستجب لمطلبه، إلا أن السمؤال ظل محافظاً على عهده حتى وهو يرى ابنه يذبح أمامه
ومن أعجب ما يروى أيضاً من قصص وفاء العرب بوعدهم ما حدث مع المنذر بن امرئ القيس بن ماء السماء عندما حكم على رجل من طيئ يقال له حنظلة بقتله وفي الموعد المحدد التقى مع المنذر فقال له: لا بد من قتلك فسل حاجتك، فقال: أخرني حتى ارجع إلى أهلي، وأفعل ما أريد ثم أصير إليك، فتفعل بي ما تشاء، فقال المنذر: ومن يكفلك أنك تعود، فنظر الرجل في الحضور، فعرف شريك بن عمر بن شراحبيل الشيباني وكان من سادات العرب وأشرفهم فقال:
ياشريك يا ابن عمرو... ويا أخاً من لا أخاً له
فوثب شريك وقال للمنذر: أبيت اللعن يدى بيده، ودمى بدمه فأطلقه المنذر بعد ان أمهله عاما كاملا يعود بعده لينفذ الحكم. فلما حال الحول، وحان الأجل، جلس المنذر ينتظر حنظلة، فلما أبطأ قليلا تقدم شريك ليقُتل مكانه، وبينما هو كذلك لم يشعر إلا بركب قد ظهر من بعيد فإذا هو حنظلة قد تكفن وتحنط وتهيأ لمقتله، فلما رآه المنذر عجب من وفائه وقال له: ما حملك على قتل نفسك؟ فقال إن لي ديناً وخلقاً يمنعاني من الغدر، فاستحسن ذلك منه وأطلقهما معاً 
وقد أقر الإسلام هذا الخلق الكريم فقال اللّٰه عز وجل ممتدحا أهله «والموفون بعهدهم إذا عاهدوا»

## الشجاعة والأنفة وعزة النفس
كانوا لا يقبلون ذلا ولا هوانا، ولا يقيمون على الضيم، فكانوا إذا تعرضوا هم أو حلفاؤهم لأي إهانة استلوا سيوفهم، وبادروا إلى خيولهم، وصاحوا في أبواقهم وأشغلوها حروبا ضروساً، ولو ضحوا في ذلك بأنفسهم، وكان يؤجج من ذلك ما عرف عنهم من سرعة الانفعال، وفورة الاعصاب  
ولا شك أن هذه النزعة عند البدو أشد وأقوى منها عند الحضر، وقد فسر ابن خلدون السبب في ذلك فذكر في مقدمته تحت عنوان «أهل البدو أقرب إلى الشجاعة من أهل الحضر» فيقول «والسبب في ذلك أن أهل الحضر ألقوا جنوبهم على مهاد الراحة والدعة، وانغمسوا في النعيم والترف، ووكلوا أمرهم في المدافعة عن أموالهم وأنفسهم إلى واليهم والحاكم الذي يسوسهم والحامية التي تولت حراستهم، واستناموا إلى الأسوار التي تحوطهم، والحزر الذي يحول دونهم، فلا يهيجهم هيعة، ولا ينفر لهم صيد، فهم آمنون قد ألقوا السلاح، وتوالت على ذلك منهم الأجيال وتنزلوا منزلة النساء والولدان الذين هم عيال على أبى مثواهم حتى صار ذلك خلقا يتنزل منزلة الطبيعة وأهل البدو لتفردهم عن المجتمع، وتوحشهم في الضواحى، وبعدهم عن الحامية وانتباذهم الأسوار والأبواب، قائمون بالمدافعة عن أنفسهم، لا يكلونها إلى سواهم ولا يقضون فيها بغيرهم فهم دائما يحملون السلاح، ويتلفتون عن كل جانب في الطرق، يتجافون عن الهجوع إلا غراراً في المجالس، وعلى الرمال وفوق الأقتاب، ويتوجسون للنبات والهيعات، ويتفردون في القفر والبيداء، مدلين ببأسهم، واثقين بأنفسهم، قد صار لهم البأس خلقا والشجاعة سجية يرجعون إليها متى دعاهم داع، أو استنفرهم صارخ، وأهل الحضر مهما خالطوهم في البادية، أو صاحبوهم في السفر عيال عليهم لا يملكون معهم شيئا من امر أنفسهم ... والأصل أن الإنسان ابن عوائده ومألوفه، لا ابن طبيعته ومزاجه، فالذي الفه في الأحوال حتى صار خلقا وملكة وعادة تنزل منزلة الطبيعة والجبلة» 
وقد حرصنا على ذكر النص رغم طوله لانه يلقى مزيدا من الضوء على الظروف البيئية وأبعادها النفسية، وأثرها على أخلاق العربى وطبائعه

## الحلم
على الرغم مما عرف عن العرب من شدة الانفعال، وفورة الأعصاب، فقد غلب على سادتهم وأشرافهم وعقلائهم صفة الحلم، فكانوا يمثلون صوت العقل والحكمة، يبثون الأمن والطمأنينة فيمن حولهم، فقد سعوا بين الناس بالسلم والود، وأطفئوا نيرانا للحرب، وانهوا خلافات وصراعات بين القبائل ، وحقنوا الدماء، وتحملوا الديات سعيا لوحدة قبائلهم، ولم شملها، وتوحيد كلمتها .
وكان من أشهر حكماء العرب الاحنف بن قيس[وصلة مكسورة] صاحب المقولة الشهيرة «سيد القوم خادمهم». أي الساعي في خدمة أبناء قبيلته، ولما سئل بماذا سدت قومك قال: بثلاث خلال، بذل الندى، وكف الأذى، ونصرة المولى، وقال أيضا : تعلمت الحلم من قيس بن عاصم الذي جاءه خبر قتل ابنه، فلما جاءوا بالقاتل، أقبل عليه وقال لمن حوله : أرعبتم الفتى، ثم دنا منه وقال : يا بنى لقد نقصت عددك وأوهنت ركنك وفتت في عضدك، وأشمت عدوك وأسأت لقومكك، ثم أمر أن يخلو سبيله وما حل حبوته ولا تغير وجهه

## التفاخر والزهو
اشتهر العرب بحبهم للزهو والتفاخر، فكانوا يتفاخرون بالأباء والأجداد والأنساب والأحساب والشرف والسيادة، وكثرة الأبناء والأعداد والانتصارات، وتمادوا في ذلك فافتخروا بأموالهم، وما ملكوه من دواب وخيول، وغيرها، ولم يقتصر تفاخرهم على الأحياء فحسب، بل امتد أيضا إلى الأموات فكانوا ينطلقون إلى المقابر فيشيرون إليها ويذكرون أصحابها ويفتخرون بهم، وبأمجادهم .
فأنزل اللّٰه سبحانه وتعالى قوله تعالى «ألهاكم التكاثر (1) حتى زرتم المقابر (2)»
وكانوا يعقدون مجالس للمفاخرة بينهم، فيبدأ كل طرف بالمفاخرة بقبيلته فيرد عليه خصمه كذلك، وكان وكانوا يعقدون مجالس للمفاخرة بينهم، فيبدأ كل طرف بالمفاخرة بقبيلته فيرد عليه خصمه كذلك، وكان يجلس الحكام للحكم بينهما وتفضيل أحدهما على الآخر، كان لهذه المفاخرات أثارا إيجابية وسلبية على السواء، إذ أثارت روح الحماسة والحمية والفخر في نفس العربى الذي الذي حرص على الحفاظ على هذه المفاخر، أما أثارها السلبية فقد كانت سببا لإثارة روح البغضاء والأحقاد بين الأفراد والقبائل يجلس الحكام للحكم بينهما وتفضيل أحدهما على الآخر، كم كان لهذه المفاخرات أثارا إيجابية وسلبية على السواء، إذ أثارت روح الحماسة والحمية والفخر في نفس العربى الذي الذي حرص على الحفاظ على هذه المفاخر، أما أثارها السلبية فقد كانت سببا لإثارة روح البغضاء والأحقاد بين الأفراد والقبائل.

## بعض العادات الأخرى
وكان للعرب أيضاً آدابهم منها احترام النساء، واحترام حرمة البيوت فكانوا يستأذنون عند دخول بيوت الغير، ولما خالف بعض الأعراب هذه القاعدة أنكر القرآن عليهم ذلك وأمرهم بالالتزام بالاستئذان فقال «لا تدخلوا بيوتاً غير بيوتكم حتى تستأنسوا وتسلموا على أهلها»
وأيضاً احترام كبير السن فلا ينادونه باسمه، وإنما بكنيته ويبادرونه بالتحية، وفي مجالسهم يقوم القاعد للقادم، ويوجه له التحية لاسيما إذا كان كبيراً في السن أو شريفاً وله منزلة
هذا فضلاً عن الصدق والصبر والتحمل، فعندما قدم سويد بن الحارث الأزدي[وصلة مكسورة] رئيساً على وفد قبيلته لتعلن إسلامها، وسأله النبي صلى اللّٰه عليه وسلم عن خلق قومه في الجاهلية فقال: «أما الخمس التي تخلقنا بها في الجاهلية فهي الشكر عند الرخاء، والصبر عند البلاء، والصبر في مواطن اللقاء، والرضا بمر القضاء والصبر على شماتة الأعداء» فرد عليه النبي صلى اللّٰه عليه وسلم «حُكما علماء كادوا من صدقهم أن يكونوا أنبياء»
كان لا بد لهذه الأخلاق والآداب من حماة يحمونها، ويدافعون عنها ويتصدون لمن يخرج عنها، فظهر الآمرون بالمعروف والناهون عن المنكر، وكان من أشهرهم حكيم بن أمية بن حارثة بن الأوقص السُلمي كان بمكة محتسباً يأمر بالمعروف وينهى عن المنكر ويردع الخارجين والسفهاء، وكانت له من الهيبة وقوة العزيمة ما يثير الخوف في نفوسهم، ويبدو أنه كانت له أيضا سلطة توقيع العقوبات عليهم بل ونفيهم عن القبيلة وفي ذلك يقول أحد سفهاء قريش:
أُطوف في الأباطح كل يوم ... مخافة أن يُشردني حكيمُ
وفضلاً عن السجايا الطيبة والأخلاق الحميدة، وصعوبة الحصول على احتياجاتهم منها التحاسد والتباغض، والتنافس للحصول على ما في يد الغير، كما شاعت بينهم الشتائم والمعاير، والهجاء.
وكان الأعراب سكان البادية أشد غلظة وجفاء من أهل الحضر، فكان يحرص على الأخذ بثأره، وقد قيل لأعرابي أيسرك أن تدخل الجنة، ولا تسيئ لمن أساء إليك، قال: بل يسرنى أن أدرك ثأري وأدخل النار، وكانوا على حد قول المؤرخ جواد على - أهل منه لا يفعلون معروفا ولا يهدون شيئا إلا وطمعوا في الحصول على أكثر منه لذلك فقد نهى النبى صلى الله عليه وسلم عن قبول هداياهم، وكانوا إذا تكلموا رفعوا أصواتهم ، وكان حديثهم به غلظة وجفاء
وقد أنكر اللّٰه عز وجل عليهم ذلك فقال: «يا أيها الذين آمنوا لا ترفعوا أصواتكم فوق صوت النبى ولا تجهروا له بالقول كجهر بعضكم لبعض أن تحبط أعمالكم وأنتم لا تشعرون»
كما اتسموا بالغطرسة والغرور والإعجاب بأنفسهم إلى حد الزهو والفخر والمدح
وهذا التناقض في الصفات والسجايا عند العرب قد لفت نظر المستشرق جوستاف لوبون فقال على لسانه ديفرجه «قد يكون أظهر ما في الأعراب هو أنهم جِماعُ الأضداد فالنهب والكرم ، والسلب والجود ، والقسوة والنبل ، وغير ذلك من الصفات التي تدعو إلى المقت والإعجاب في وقت واحد مما تراه في الأعراب ، وليس في هذا ما يُعذر به الأعراب لو لم نلاحظ أنهم محكوم عليهم بالاكتفاء بما تنتجه بلادهم المعتزلة التي هي أكثر أراضى العالم جدوبة ، ويعتذر الأعراب عن النهب بأنهم محرمون لفقر بلادهم ... وبأنهم يزيلون هذا الحيف بأسنة رماحهم معتقدين أن من الحلال نهب القوافل ، وسلب ما بأيدى الناس تعويضا لهم مما لم تقدر أن تجود عليهم به أراضيهم القاحلة»
وكما ألقت البيئة بظلالها على أخلاق العرب ، فقد امتدت تأثيراتها الواضحة على عاداتهم وتقاليدهم ، فانتشرت بينهم عادة وأد البنات مدفوعين لذلك بأسباب اقتصادية واجتماعية مثل الخوف من الإملاق والفقر الشديد ، وأيضا الخوف مما قد تجره إليهم من عار إذا ما تعرضت للسبى ، فكان الرجل إذا رزق بانثى أمر أمها ان تزينها بالثياب والحلى ، ويذهب بها إلى البرية فيحفر حفرة عميقة ، فيدفعها إليها ، ثم يهيل عليها التراب ، وفي ذلك يقول اللّٰه عز وجل «وإذا بُشر أحدهم بالأنثى ظل وجهه مسودا وهو كظيم * يتوارى من القوم من سوء ما بُشر به أيمسكه على هونٍ أم يدسه في التراب ألا ساء ما يحكمون»
وعلى الرغم من شيوع هذه العادة المنكرة، إلا أنها أثارت استياء عدد كبير من حكماء ووجهاء وأشراف المجتمع العربي قبل الإسلام فدعوا لإبطالها، والقضاء عليها وكانوا يشترون الفتيات والبنات من أبائهن ويتكفلوا بتربيتهن، حتى إذا بلغن خيروا أبائهن بين أن يستعيدهن أو يكفوه مؤونتهن وكان من أشهر من حمل على عاتقه هذه المسؤولية الاجتماعية صعصعة بن ناجية جد الفرذدق إذ يروى عنخ أنه افتدى عدة مئات من البنات وحماهن من الوأد
وكان عند العرب عادات سيئة لكن قبل الإسلام:
- شرب الخمر.
- لعب القمار.
- العصبية القبيلية.
- الأخذ بالثأر.
- حرمان المرأة من الميراث.
- قيام بعضهم بوأد البنات.

## عادات العرب عند الموت
أما عن عادتهم عند الموت، فكانوا يقومون بدفن الميت في بيوتهم بملابسه، وقد نهى الإسلام عن ذلك، وكانوا يعقلون ناقة الميت عند قبره فيلوون عنقها ويتركونها في حفرة بجوار قبر الميت دون طعام وشراب حتى تموت، وأحياناً يقومون بحرقها بعد موتها اعتقاداً منهم أن الميت إذا عُقلت دابته حشر يوم البعث راكباً، أما من لم يعقل دابته حشر ماشياً.
أما أهل مكة فكان إذا مات أحد ساداتهم أو أشرافهم، أغلقوا أسواقهم حداداً لموته وإعظاماً وتقديرًا له، ويحتشدون عند بيته لتشييعه إلى موضع دفنه، وكان لحداد النساء على أزواجهن مراسم خاصة.

## الطب ووسائل العلاج عند العرب
أما عن الطب ووسائل العلاج عند العرب فقد اعتمدوا على أساليب بدائية مثل بعض الوصفات الشعبية المتوارثة عن الأجيال السابقة، مثل التداوي ببعض الأعشاب البرية، والفصد والحجامة، والكي، وعرفوا الحمية وعالجوا بها أمراض البطن، والجهاز الهضمي، واستخدموا الماء البارد والغسل به لتبريد من به حمى، وكانوا يتكحلون لعلاج أمراض العين، أو يستخدمون الصبر وهو دواء مر المذاق لعلاج الرمد
وعند الجروح النازفة يأخذون قطعة من حصير فيحرقونها ويلصقونها بالجروح فتوقف النزيف
وفضلاً عن هذه الوصفات فقد اعتمدوا على ما يمكن أن نسميه بالطب الروحي فكانوا يتعالجون بالرقية، والنشرة وهي ضرب من الرقى يعالج به من كان يظن أن به مساً من الجن، وقد سميت نشرة لأنه ينشر ما خامره من الداء أي يكشف ويزيله، وقد برع اليهود في أعمال الرقى واستعان بهم العرب في هذا الصدد
كما لجأ البعض إلى أعمال الشعوذة كحمل الأحجبة أو تعليق قلادة أو وتر أو نحو ذلك للوقاية من الحسد والعين
وبجانب ذلك فقد برز عند العرب عدد من الأطباء المحترفين استخدموا الأساليب العلمية في المعالجة وكان منهم الطبيب الشهير الحارث بن كلدة.